# ديفيد دينكنز
ديفيد دينكنز (بالإنجليزية: David Dinkins)‏ هو محامي وسياسي أمريكي شغل منصب عمدة مدينة نيويورك السادس بعد المائة، في الفترة من 1990 إلى 1993. وكان أول أمريكي من أصل أفريقي يشغل هذا المنصب.

## روابط خارجية
- ديفيد دينكنز على موقع الموسوعة البريطانية (الإنجليزية)
- ديفيد دينكنز على موقع مونزينجر (الألمانية)
- ديفيد دينكنز على موقع إن إن دي بي (الإنجليزية)